# Patró estratègia
|  | Aquest article tracta sobre informàtica. Vegeu-ne altres significats a «Estratègia». |

Estratègia (strategy en anglès) és un patró de disseny per desenvolupar programari.
El patró Strategy permet mantenir un conjunt d'algorismes amb l'objectiu que el client pugui escollir el que més li convingui i intercanviar-lo segons les seves necessitats. Els diferents algorismes s'encapçalen i el client treballa contra un objecte Context. Com hem dit, el client pot escollir l'algorisme que prefereix entre tots els disponibles, o pot ser el mateix objecte Context el que esculli el més adequat per a cada situació. Qualsevol programa que ofereixi un servei o funció determinada, que pugui ser realitzada de diferents formes, és candidat a usar el patró Strategy. Pot haver-hi diferents estratègies i qualsevol d'elles pot ser intercanviada per una altra en qualsevol moment, inclús en temps d'execució.

## Exemples de Codi

### C++
```
#include
 
<iostream>

using
 
namespace
 
std
;

class
 
StrategyInterface

{

 
public
:

 
virtual
 
void
 
execute
()
 
=
 
0
;

};

class
 
ConcreteStrategyA
:
 
public
 
StrategyInterface

{

 
public
:

 
virtual
 
void
 
execute
()

 
{

 
cout
 
<<
 
"Called ConcreteStrategyA execute method"
 
<<
 
endl
;

 
}

};

class
 
ConcreteStrategyB
:
 
public
 
StrategyInterface

{

 
public
:

 
virtual
 
void
 
execute
()

 
{

 
cout
 
<<
 
"Called ConcreteStrategyB execute method"
 
<<
 
endl
;

 
}

};

class
 
ConcreteStrategyC
:
 
public
 
StrategyInterface

{

 
public
:

 
virtual
 
void
 
execute
()

 
{

 
cout
 
<<
 
"Called ConcreteStrategyC execute method"
 
<<
 
endl
;

 
}

};

class
 
Context

{

 
private
:

 
StrategyInterface
 
*
_strategy
;

 
public
:

 
Context
(
StrategyInterface
 
*
strategy
)
:
_strategy
(
strategy
)

 
{

 
}

 
void
 
set_strategy
(
StrategyInterface
 
*
strategy
)

 
{

 
_strategy
 
=
 
strategy
;

 
}

 
void
 
execute
()

 
{

 
_strategy
->
execute
();

 
}

};

int
 
main
(
int
 
argc
,
 
char
 
*
argv
[])

{

 
ConcreteStrategyA
 
concreteStrategyA
;

 
ConcreteStrategyB
 
concreteStrategyB
;

 
ConcreteStrategyC
 
concreteStrategyC
;

 
Context
 
contextA
(
&
concreteStrategyA
);

 
Context
 
contextB
(
&
concreteStrategyB
);

 
Context
 
contextC
(
&
concreteStrategyC
);

 
contextA
.
execute
();

 
contextB
.
execute
();

 
contextC
.
execute
();

 
contextA
.
set_strategy
(
&
concreteStrategyB
);

 
contextA
.
execute
();

 
contextA
.
set_strategy
(
&
concreteStrategyC
);

 
contextA
.
execute
();

 
return
 
0
;

}

```

### Java
```
public
 
class
 
Main
 
{
	

	
public
 
static
 
void
 
main
(
String
 
args
[]
)

	
{

		
//Inicialment utilitzem l'estratègia A

		
Strategy
 
estrategia_inicial
 
=
 
new
 
StrategyA
();

		
Context
 
context
 
=
 
new
 
Context
(
estrategia_inicial
);

		
context
.
some_method
();

		

		
//En un moment determinat decidim utilitzar l'estratègia B

		
Strategy
 
estrategia2
 
=
 
new
 
StrategyB
();

		
context
.
setStrategy
(
estrategia2
);

		
context
.
some_method
();

		

		
//Finalment tornem a utilitzar l'estratègia A

		
context
.
setStrategy
(
estrategia_inicial
);

		
context
.
some_method
();

		

		
/** Output:

		 * Estem utilitzant el comportament de l'estratègia A

		 * Estem utilitzant el comportament de l'estratègia B

		 * Estem utilitzant el comportament de l'estratègia A

		 **/

	
}

}

public
 
class
 
Context
 
{

	
Strategy
 
c
;

	
public
 
Context
(
Strategy
 
c
)

	
{

		
this
.
c
 
=
 
c
;

	
}

	
public
 
void
 
setStrategy
(
Strategy
 
c
)
 
{

		
this
.
c
 
=
 
c
;

	
}

	

	
//Mètode que utilitzarà una estratègia 'c'

	
public
 
void
 
some_method
()

	
{

		
c
.
Behaviour
();

	
}

}

public
 
class
 
StrategyA
 
implements
 
Strategy
{

	
@Override

	
public
 
void
 
Behaviour
()
 
{

		
System
.
out
.
println
(
"Estem utilitzant el comportament de l'estratègia A"
);

	
}

}

public
 
class
 
StrategyB
 
implements
 
Strategy
{

	
@Override

	
public
 
void
 
Behaviour
()
 
{

		
System
.
out
.
println
(
"Estem utilitzant el comportament de l'estratègia B"
);

	
}

}

```

### Python
Pythonja el té implementat i no cal programar-lo explícitament.
Aquí tenim un exemple amb una GUI:
```
class
 
Button
:

 
"""A very basic button widget."""

 
def
 
__init__
(
self
,
 
submit_func
,
 
label
):

 
self
.
on_submit
 
=
 
submit_func
 
# Set the strategy function directly

 
self
.
label
 
=
 
label

# Creem dos objecte amb diferents estratègies

button1
 
=
 
Button
(
sum
,
 
"Add 'em"
)

button2
 
=
 
Button
(
lambda
 
nums
:
 
" "
.
join
(
map
(
str
,
 
nums
)),
 
"Join 'em"
)

# Provem cada button

numbers
 
=
 
range
(
1
,
 
10
)
 
# A list of numbers 1 through 9

print
 
button1
.
on_submit
(
numbers
)
 
# displays "45"

print
 
button2
.
on_submit
(
numbers
)
 
# displays "1 2 3 4 5 6 7 8 9"

```

### C# 3.0
In C# 3.0, with lambda expressions we can do something similar to the Python example above.
```
using
 
System
;

using
 
System.Collections.Generic
;

using
 
System.Linq
;

class
 
Program

{

 
static
 
void
 
Main
(
string
[]
 
args
)

 
{

 
var
 
button1
 
=
 
new
 
MyButton
((
x
)
 
=>
 
x
.
Sum
().
ToString
(),
 
"Add 'em"
);

 
var
 
button2
 
=
 
new
 
MyButton
((
x
)
 
=>
 
string
.
Join
(
" "
,
 
x
.
Select
(
y
 
=>
 
y
.
ToString
()).
ToArray
()),
 
"Join 'em"
);

 
var
 
numbers
 
=
 
Enumerable
.
Range
(
1
,
 
10
);

 
Console
.
WriteLine
(
button1
.
Submit
(
numbers
));

 
Console
.
WriteLine
(
button2
.
Submit
(
numbers
));

 
Console
.
ReadLine
();

 
}

 
public
 
class
 
MyButton

 
{

 
private
 
readonly
 
Func
<
IEnumerable
<
int
>
,
 
string
>
 
submitFunction
;

 
public
 
string
 
Label
 
{
 
get
;
 
private
 
set
;
 
}

 
public
 
MyButton
(
Func
<
IEnumerable
<
int
>
,
 
string
>
 
submitFunction
,
 
string
 
label
)

 
{

 
this
.
submitFunction
 
=
 
submitFunction
;

 
Label
 
=
 
label
;

 
}

 
public
 
string
 
Submit
(
IEnumerable
<
int
>
 
data
)

 
{

 
return
 
submitFunction
(
data
);

 
}

 
}

}

```

### C#
```
using
 
System
;

namespace
 
Wikipedia.Patterns.Strategy

{

 
// MainApp aplicació de prova

 
class
 
MainApp

 
{

 
static
 
void
 
Main
()

 
{

 
Context
 
context
;

 
// Three contexts following different strategies

 
context
 
=
 
new
 
Context
(
new
 
ConcreteStrategyA
());

 
context
.
Execute
();

 
context
 
=
 
new
 
Context
(
new
 
ConcreteStrategyB
());

 
context
.
Execute
();

 
context
 
=
 
new
 
Context
(
new
 
ConcreteStrategyC
());

 
context
.
Execute
();

 
}

 
}

 
// La classe que implementa un "concrete strategy" hauria d'implementar això

 
// La classe "context" usa això per cridar a un "concrete strategy"

 
interface
 
IStrategy

 
{

 
void
 
Execute
();

 
}

 
// Implements the algorithm using the strategy interface

 
class
 
ConcreteStrategyA
 
:
 
IStrategy

 
{

 
public
 
void
 
Execute
()

 
{

 
Console
.
WriteLine
(
"Called ConcreteStrategyA.Execute()"
);

 
}

 
}

 
class
 
ConcreteStrategyB
 
:
 
IStrategy

 
{

 
public
 
void
 
Execute
()

 
{

 
Console
.
WriteLine
(
"Called ConcreteStrategyB.Execute()"
);

 
}

 
}

 
class
 
ConcreteStrategyC
 
:
 
IStrategy

 
{

 
public
 
void
 
Execute
()

 
{

 
Console
.
WriteLine
(
"Called ConcreteStrategyC.Execute()"
);

 
}

 
}

 
// Configurat amb un objecte ConcreteStrategy object i manté una referencia a un Strategy object

 
class
 
Context

 
{

 
IStrategy
 
strategy
;

 
// Constructor

 
public
 
Context
(
IStrategy
 
strategy
)

 
{

 
this
.
strategy
 
=
 
strategy
;

 
}

 
public
 
void
 
Execute
()

 
{

 
strategy
.
Execute
();

 
}

 
}

}

```

### ActionScript 3
```
//invoked from application.initialize

private
 
function
 
init
()
 
:
 
void

{

 
var
 
context
:
Context
;

 
context
 
=
 
new
 
Context
(
new
 
ConcreteStrategyA
());

 
context
.
execute
();

 
context
 
=
 
new
 
Context
(
new
 
ConcreteStrategyB
());

 
context
.
execute
();

 
context
 
=
 
new
 
Context
(
new
 
ConcreteStrategyC
());

 
context
.
execute
();

}

package
 
org
.
wikipedia
.
patterns
.
strategy

{

 
public
 
interface
 
IStrategy

 
{

	
function
 
execute
()
 
:
 
void
 
;

 
}

}

package
 
org
.
wikipedia
.
patterns
.
strategy

{

 
public
 
final
 
class
 
ConcreteStrategyA
 
implements
 
IStrategy

 
{

	
public
 
function
 
execute
()
:
void

	
{

	 
trace
(
"ConcreteStrategyA.execute(); invoked"
);

	
}

 
}

}

package
 
org
.
wikipedia
.
patterns
.
strategy

{

 
public
 
final
 
class
 
ConcreteStrategyB
 
implements
 
IStrategy

 
{

	
public
 
function
 
execute
()
:
void

	
{

	 
trace
(
"ConcreteStrategyB.execute(); invoked"
);

	
}

 
}

}

package
 
org
.
wikipedia
.
patterns
.
strategy

{

 
public
 
final
 
class
 
ConcreteStrategyC
 
implements
 
IStrategy

 
{

	
public
 
function
 
execute
()
:
void

	
{

	 
trace
(
"ConcreteStrategyC.execute(); invoked"
);

	
}

 
}

}

package
 
org
.
wikipedia
.
patterns
.
strategy

{

 
public
 
class
 
Context

 
{

	
private
 
var
 
strategy
:
IStrategy
;

		

	
public
 
function
 
Context
(
strategy
:
IStrategy
)

	
{

	 
this
.
strategy
 
=
 
strategy
;

	
}

		

	
public
 
function
 
execute
()
 
:
 
void

	
{
 

 
strategy
.
execute
();

	
}

 
}

}

```

### PHP
```
<?php

class
 
StrategyExample
 
{

 
public
 
function
 
__construct
()
 
{

 
$context
 
=
 
new
 
Context
(
new
 
ConcreteStrategyA
());

 
$context
->
execute
();

 
$context
 
=
 
new
 
Context
(
new
 
ConcreteStrategyB
());

 
$context
->
execute
();

 
$context
 
=
 
new
 
Context
(
new
 
ConcreteStrategyC
());

 
$context
->
execute
();

 
}

}

interface
 
IStrategy
 
{

 
public
 
function
 
execute
();

}

class
 
ConcreteStrategyA
 
implements
 
IStrategy
 
{

 
public
 
function
 
execute
()
 
{

 
echo
 
"Called ConcreteStrategyA execute method
\n
"
;

 
}

}

class
 
ConcreteStrategyB
 
implements
 
IStrategy
 
{

 
public
 
function
 
execute
()
 
{

 
echo
 
"Called ConcreteStrategyB execute method
\n
"
;

 
}

}

class
 
ConcreteStrategyC
 
implements
 
IStrategy
 
{

 
public
 
function
 
execute
()
 
{

 
echo
 
"Called ConcreteStrategyC execute method
\n
"
;

 
}

}

class
 
Context
 
{

 
var
 
$strategy
;

 
public
 
function
 
__construct
(
IStrategy
 
$strategy
)
 
{

 
$this
->
strategy
 
=
 
$strategy
;

 
}

 
public
 
function
 
execute
()
 
{

 
$this
->
strategy
->
execute
();

 
}

}

new
 
StrategyExample
;

?>

```

### Perl
Perl ja el té implementat i no cal programar-lo explícitament:
```
sort
 
{
 
lc
(
$a
)
 
cmp
 
lc
(
$b
)
 
}
 
@items

```

El patró d'estratègia pot estar implementat formalment amb Moose:
```
package
 
Strategy
;

use
 
Moose::Role
;

requires
 
'execute'
;

package
 
FirstStrategy
;

use
 
Moose
;

with
 
'Strategy'
;

sub
 
execute
 
{

 
print
 
"Called FirstStrategy->execute()\n"
;

}

package
 
SecondStrategy
;

use
 
Moose
;

with
 
'Strategy'
;

sub
 
execute
 
{

 
print
 
"Called SecondStrategy->execute()\n"
;

}

package
 
ThirdStrategy
;

use
 
Moose
;

with
 
'Strategy'
;

sub
 
execute
 
{

 
print
 
"Called ThirdStrategy->execute()\n"
;

}

package
 
Context
;

use
 
Moose
;

has
 
'strategy'
 
=>
 
(

 
is
 
=>
 
'rw'
,

 
does
 
=>
 
'Strategy'
,

 
handles
 
=>
 
[
 
'execute'
 
],
 
# automatic delegation

);

package
 
StrategyExample
;

use
 
Moose
;

# Moose's constructor

sub
 
BUILD
 
{

 
my
 
$context
;

 
$context
 
=
 
Context
->
new
(
strategy
 
=>
 
'FirstStrategy'
);

 
$context
->
execute
;

 
$context
 
=
 
Context
->
new
(
strategy
 
=>
 
'SecondStrategy'
);

 
$context
->
execute
;

 
$context
 
=
 
Context
->
new
(
strategy
 
=>
 
'ThirdStrategy'
);

 
$context
->
execute
;

}

package
 
main
;

StrategyExample
->
new
;

```